# Greg Emslie
Greg Emslie est un surfeur professionnel sud-africain né le 29 novembre 1976 à East London en Afrique du Sud.